# Crinum kirkii
Crinum kirkii là một loài thực vật có hoa trong họ Amaryllidaceae. Loài này được Baker mô tả khoa học đầu tiên năm 1880.

## Hình ảnh

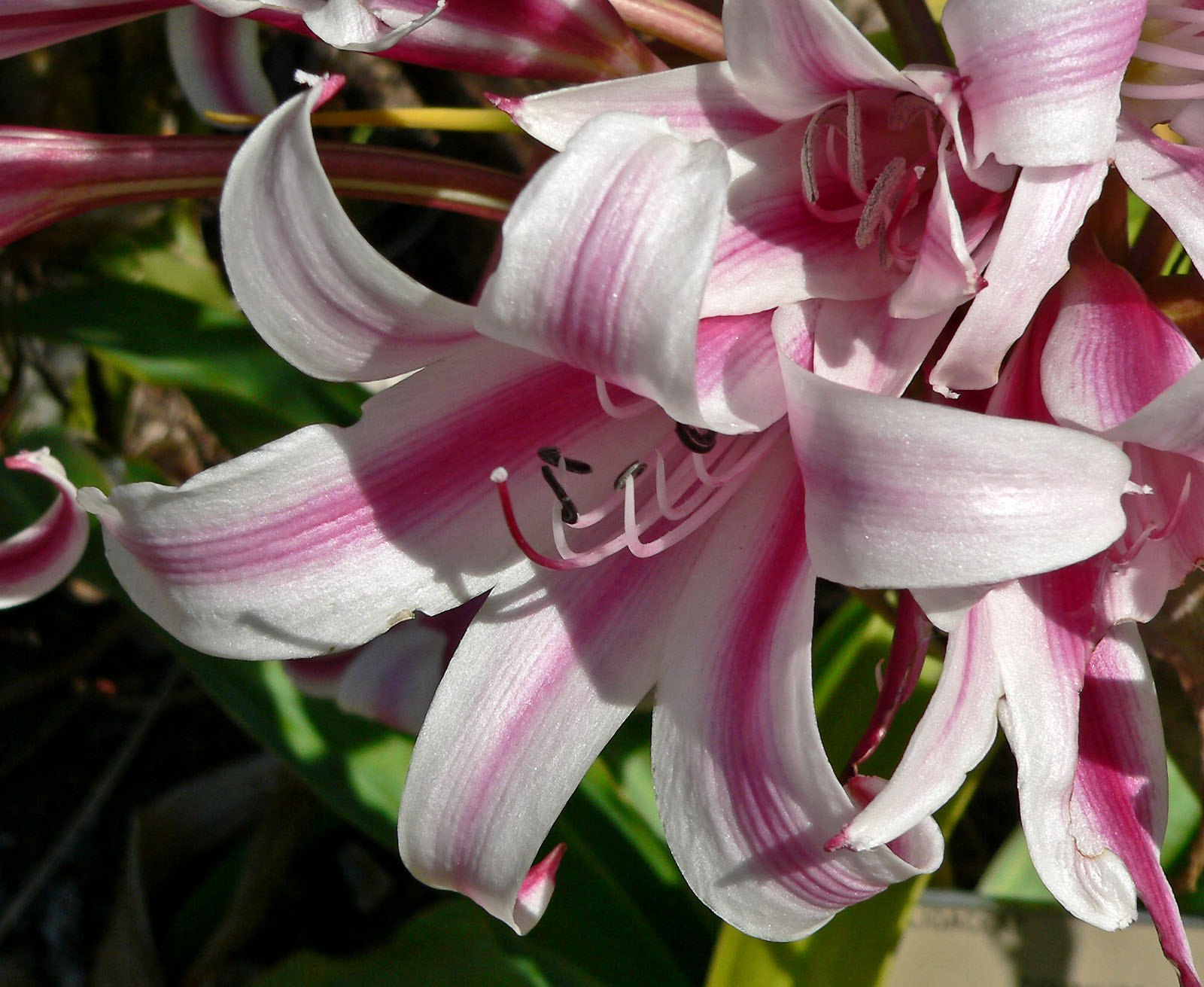
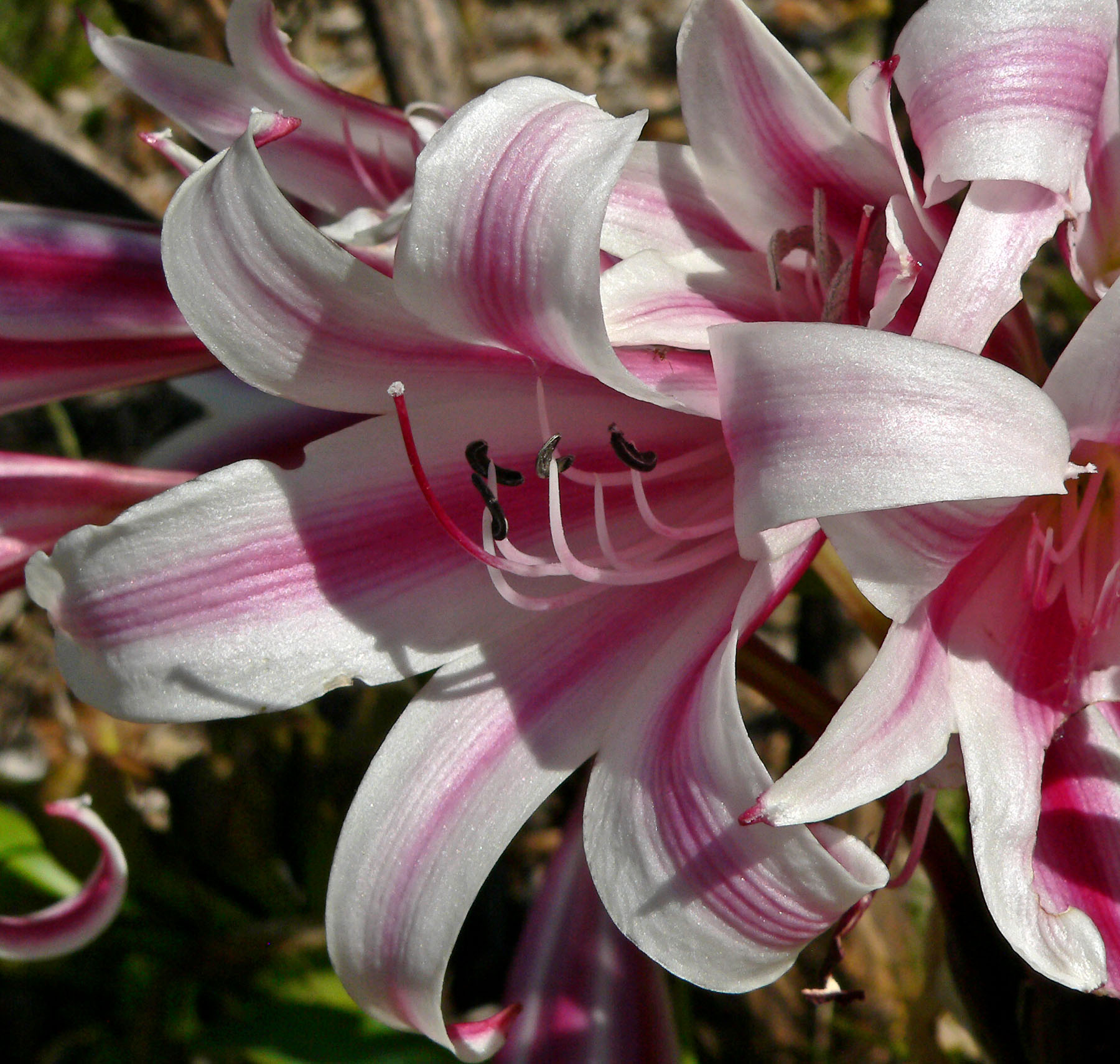